# Sören Kaufmann
Sören Kaufmann (Augsburgo, 8 de mayo de 1971) es un deportista alemán que compitió en piragüismo en la modalidad de eslalon. Ganó cuatro medallas en el Campeonato Mundial de Piragüismo en Eslalon entre los años 1993 y 2002, y tres medallas en el Campeonato Europeo de Piragüismo en Eslalon, en los años 1996 y 2002.

## Palmarés internacional
| Campeonato Mundial | Campeonato Mundial            | Campeonato Mundial | Campeonato Mundial |
| Año                | Lugar                         | Medalla            | Competición        |
| ------------------ | ----------------------------- | ------------------ | ------------------ |
| 1993               | Mezzana (Italia)              | Medalla de bronce  | C1 individual      |
| 1995               | Nottingham (Reino Unido)      | Medalla de oro     | C1 por equipos     |
| 1995               | Nottingham (Reino Unido)      | Medalla de plata   | C1 individual      |
| 2002               | Bourg-Saint-Maurice (Francia) | Medalla de plata   | C1 por equipos     |
| Campeonato Europeo |                               |                    |                    |
| Año                | Lugar                         | Medalla            | Competición        |
| 1996               | Augsburgo (Alemania)          | Medalla de oro     | C1 por equipos     |
| 1996               | Augsburgo (Alemania)          | Medalla de plata   | C1 individual      |
| 2002               | Bratislava (Eslovaquia)       | Medalla de plata   | C1 por equipos     |